# Potenza megye
Potenza Olaszország Basilicata régiójának egyik megyéje. Székhelye Potenza.

## Fekvése

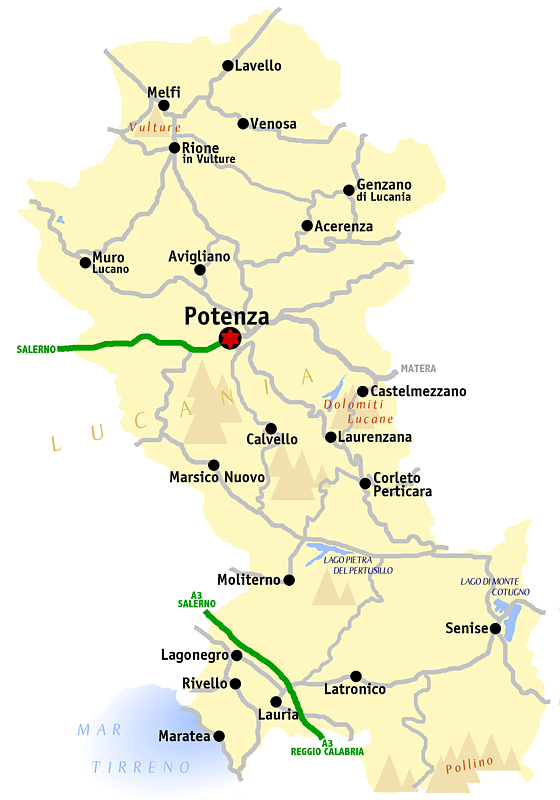
Potenza megye

A megyét nyugaton a Tirrén-tenger határolja, valamint Salerno és Avellino megyék. Északon Foggia megye, keleten pedig Bari megye határolja. Délen Cosenza megyével határos.
A megye domborzatát elsősorban a hegyvidékek és dombságok jellemzik. Legjelentősebb hegysége a Pollino, amely a Calabria és Basilicata határán fekszik. Északi részét a Monte Vulture vulkáni tömbje foglalja el. A megye területét átszelik a Sinni, Agri és Basento folyók.

## Fő látnivalók
- természeti látnivalók:
- Pollino Nemzeti Park
- Val d’Agri és Lagonegrese Nemzeti Park
- Monte Vulture
- kulturális helyszínek:
- Chiaromonte városközpontja
- Grumentum római város romjai
- Maratea városközpontja
- Melfi vára
- Muro Lucano vára
- a lagopesolei vár
- Potenza városközpontja
- a Sant’Igino-i római villa romjai Oppido Lucano mellett
- Venusia római város romjai

## Községek(comuni)
| Abriola                    | Cersosimo            | Montemilone          | San Costantino Albanese |
| Acerenza                   | Chiaromonte          | Montemurro           | San Fele                |
| Albano di Lucania          | Corleto Perticara    | Muro Lucano          | San Martino d’Agri      |
| Anzi                       | Episcopia            | Nemoli               | San Paolo Albanese      |
| Armento                    | Fardella             | Noepoli              | San Severino Lucano     |
| Atella                     | Filiano              | Oppido Lucano        | Sant’Angelo Le Fratte   |
| Avigliano                  | Forenza              | Palazzo San Gervasio | Sant’Arcangelo          |
| Balvano                    | Francavilla in Sinni | Paterno              | Sarconi                 |
| Banzi                      | Gallicchio           | Pescopagano          | Sasso di Castalda       |
| Baragiano                  | Genzano di Lucania   | Picerno              | Satriano di Lucania     |
| Barile                     | Ginestra             | Pietragalla          | Savoia di Lucania       |
| Bella                      | Grumento Nova        | Pietrapertosa        | Senise                  |
| Brienza                    | Guardia Perticara    | Pignola              | Spinoso                 |
| Brindisi Montagna          | Lagonegro            | Potenza              | Teana                   |
| Calvello                   | Latronico            | Rapolla              | Terranova di Pollino    |
| Calvera                    | Laurenzana           | Rapone               | Tito                    |
| Campomaggiore              | Lauria               | Rionero in Vulture   | Tolve                   |
| Cancellara                 | Lavello              | Ripacandida          | Tramutola               |
| Carbone                    | Maratea              | Rivello              | Trecchina               |
| Castelgrande               | Marsico Nuovo        | Roccanova            | Trivigno                |
| Castelluccio Inferiore     | Marsicovetere        | Rotonda              | Vaglio Basilicata       |
| Castelluccio Superiore     | Maschito             | Ruoti                | Venosa                  |
| Castelmezzano              | Melfi                | Ruvo del Monte       | Vietri di Potenza       |
| Castelsaraceno             | Missanello           | San Chirico Nuovo    | Viggianello             |
| Castronuovo di Sant’Andrea | Moliterno            | San Chirico Raparo   | Viggiano                |